# Bärnbach
Bärnbach är en stadskommun  i distriktet Voitsberg i förbundslandet Steiermark i Österrike. Kommunen har 5 816 invånare (2024) och består av fyra orter (Ortschaften) (inom parentes invånarantal 1 januari 2024):
- Bärnbach (4 400)
- Hochtregist (1 092)
- Piberegg (162)
- Piberegg Rollsiedlung (162)

Kommunen fick sin nuvarande utbredning den 1 jan 2015 då kommunen Piberegg införlivades.